# BMI Film & TV Awards 1989
La 4ª edizione della cerimonia di premiazione dei BMI Film & TV Awards si è tenuta nel 1989.

## Premi
La lista seguente mostra l'elenco dei vincitori dei rispettivi premi.

### BMI Film Music Award
- Peter Best - Mr. Crocodile Dundee 2 (Crocodile Dundee II)
- Danny Elfman - Beetlejuice - Spiritello porcello (Beetlejuice)
- Michael Convertino - Bull Durham - Un gioco a tre mani (Bull Durham)
- Herbie Hancock - Colors - Colori di guerra (Colors)
- Nile Rodgers - Il principe cerca moglie (Coming to America)
- Michael Kamen - Trappola di cristallo (Die Hard)
- Hans Zimmer - Rain Man - L'uomo della pioggia (Rain Man)
- Jerry Goldsmith - Rambo III (Rambo III)
- Danny Elfman - S.O.S. fantasmi (Scrooged)
- Randy Edelman - I gemelli (Twins)
- Alan Silvestri - Chi ha incastrato Roger Rabbit (Who Framed Roger Rabbit)

### Miglior canzone tratta da un film (Most Performed Song from a Film)
- Two Hearts, musica e testo di Phil Collins - Buster (Buster)
- Kokomo, testo di Mike Love, Scott McKenzie e Terry Melcher - Cocktail (Cocktail)
- She's Like The Wind, testo di Patrick Swayze e Stacy Widelitz - Dirty Dancing - Balli proibiti (Dirty Dancing)

### BMI TV Music Award
- Bill Cosby, Stu Gardner e Arthur Lisi - A Different World (Different World)
- Steve Dorff - Genitori in blue jeans (Growing Pains)
- Mike Post e Pete Carpenter - Hunter (Hunter)
- Mike Post - Avvocati a Los Angeles (L.A. Law)
- Bruce Babcock e Artie Kane - Matlock (Matlock)
- Jack Elliott - Giudice di notte (Night Court)
- Bill Cosby, Stu Gardner e Arthur Lisi - I Robinson (The Cosby Show)
- Andrew Gold - Cuori senza età (The Golden Girls)
- W.G. Snuffy Walden, John Lennon e Paul McCartney - Blue Jeans (The Wonder Years)
- Charles Fox, Stephen Geyer e Bruce Miller - La famiglia Hogan (Valerie)
- Robert Kraft, Martin Cohan e Blake Hunter - Casalingo Superpiù (Who's the Boss?)